# Papilio memnon
Papilio memnon é uma grande borboleta da família Papilionidae encontrada no sul da Ásia.